# Inspizientenanlage

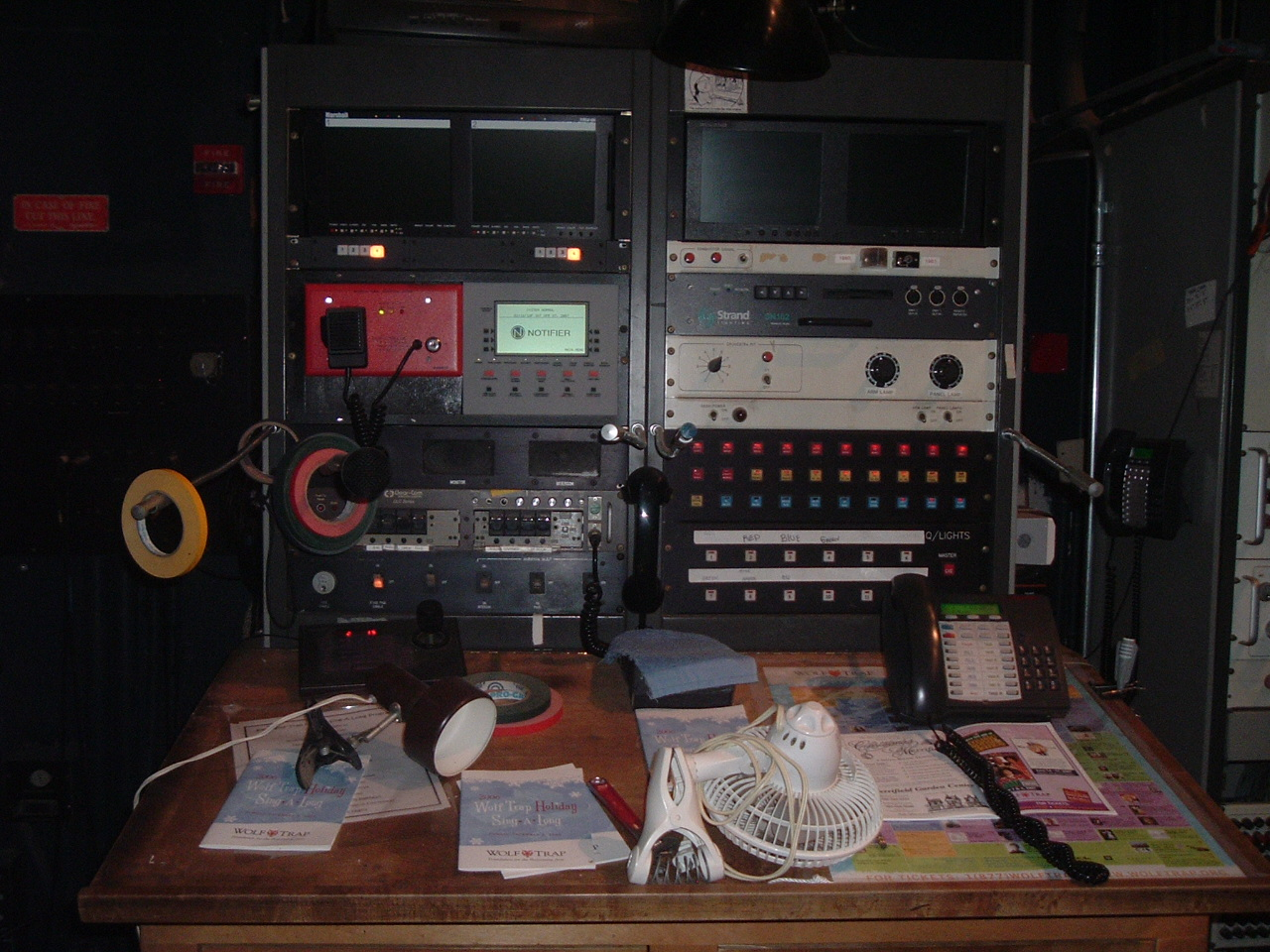
Inspizientenanlage

Eine Inspizientenanlage ist eine Anlage zur Kommunikation im Theater. Der Inspizient kann vom zentralen Inspizientenpult aus Rufzeichen absetzen und Steuerbefehle ausführen, um den Ablauf einer Theateraufführung zu organisieren.

## Verwendung
Diese Technik findet Anwendung in Theatern oder auch auf bespielten mobilen Bühnen zur Überwachung der Szenen und Abläufe auf der Bühne. Nach Regieanweisung signalisiert der Inspizient verschiedenen Gewerken ihren Tätigkeitseinsatz. Dies kann z. B. eine Anweisung für den Künstler sein sich bereitzuhalten und im richtigen Moment die Bühne zu betreten oder ein Signal an einen Techniker eine bühnentechnische Einrichtung zu bewegen. Die Empfänger dieser Kommunikation können somit ohne direkte Einsichtnahme der Szenenfläche agieren.
In einer Inspizientenanlage gibt es außer den Lichtzeichen auch Möglichkeiten für das direkte Wechselsprechen mit dem Beleuchtungsstellwerk, dem Toneinspielstudio, dem Foyer oder anderen Orten. In modernen Anlagen werden oft mobile Sprechfunkgeräte anstelle der Lichtzeichen vom Pult aus angesprochen. Des Weiteren gibt es Steuerungen für den Einruf, mit dessen Hilfe Durchsagen im ganzen Haus oder nur in einzelnen Bereichen gemacht werden. Auch die Klingel für das Publikum und die Bühnenvorhänge werden von einer Inspizientenanlage aus gesteuert.
Moderne Anlagen enthalten einen Bildschirm, über den man das Bühnengeschehen und den Dirigenten direkt verfolgen kann. Diese Kameras müssen sehr lichtempfindlich sein, um das Geschehen auf der Bühne auch bei geringer Beleuchtung beobachten zu können. Mittels einer Touchscreensteuerung lassen sich unterschiedlichste Bild- oder Tonsignale verteilen. Über einen eingebauten CD-Player können Einspielungen direkt vom Inspizientenpult aus gesteuert werden.

## Aufbau der Lichtanlage
Bei Lichtanlagen erfolgt die Signalisierung häufig über zwei oder mehr Zustände der Lichtzeichen.
- Beispiel:
  - Lichtzeichen „aus“ = Keine Aktion
  - Lichtzeichen „rot“ = Vorbereitung des Künstlers
  - Lichtzeichen „grün“ = Bühne betreten / Start Auftritt

Heutige Inspizientenanlagen sind in verschiedenen Versionen erhältlich, es gibt Anlagen zur einseitigen Kommunikation oder auch Anlagen mit Rückmeldemöglichkeit. Ein weiterer Unterschied besteht im Aufbau der Lichtzeichenanlagen, es gibt hierbei Anlagen, welche sternförmig aufgebaut sind, andere wiederum linienförmig.
Nachfolgend zwei Variationen einer Signalanlage mit 8 Lichtzeichen (8 bzw. 16 Zeichen entsprechen dem oft "üblichen" Aufbau einer Lichtkreiszeichen-Anlage, es sind jedoch durchaus mehr Lichtzeichen bei größeren Anlagen technisch realisierbar). Bei einem linienförmigen Aufbau ist es notwendig, das jedes Lichtzeichen eine individuelle Adresse besitzt, da diese über einen Datenbus angesteuert werden.

Stern

Line